# Jānis Vilsons
Jānis Vilsons, sovjetski (latvijski) rokometaš, * 10. januar 1944, † 18. januar 2018.
Leta 1972 je na poletnih olimpijskih igrah v Münchnu v sestavi sovjetske rokometne reprezentance osvojil peto mesto.